# Priscilla Shirer
Priscilla Shirer, née le 31 décembre 1974 à Dallas (Texas), est une évangéliste  évangélique  non confessionnelle, actrice, auteur et directrice de l’organisation Going Beyond Ministries.

## Biographie
Fille du pasteur Tony Evans, de l’église Oak Cliff Bible Fellowship Church, Priscilla est née le 31 décembre 1974 à Dallas . Elle a étudié au Dallas Theological Seminary et a obtenu un master en études bibliques. Elle s’est mariée en 1999 à Jerry Shirer.

### Carrière
En 2010, elle fonde l’organisation  évangélique Going Beyond Ministries.
En 2015, elle joue dans un premier film Les Pouvoirs de la prière . En 2018, elle joue dans La Voix du pardon et en 2019, elle joue dans
Overcomer.

## Filmographie

### Cinéma
- 2015 : Les Pouvoirs de la prière : Elizabeth Jordan
- 2018 : La Voix du pardon : Mrs. Fincher
- 2019 : Overcomer : Olivia Brooks
- 2024 : The Forge : Elizabeth Jordan et Cynthia Wright